# Alan Jay Lerner

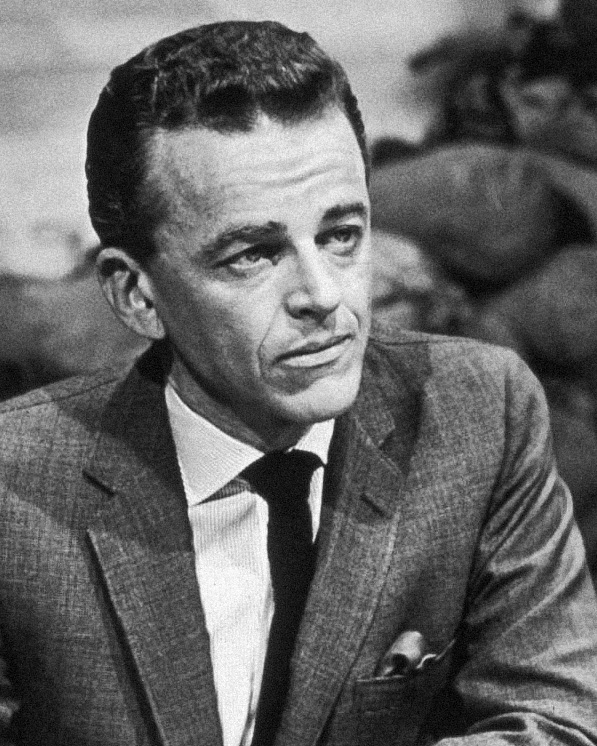
Alan Jay Lerner in 1962

Alan Jay Lerner (New York, 31 augustus 1918 — aldaar, 14 juni 1986) was een Amerikaans schrijver van filmscenario's, libretto's voor musicals en teksten voor liedjes. Hij werd beroemd door zijn samenwerking met componist Frederick Loewe met wie hij onder andere My Fair Lady, Camelot en Brigadoon schreef.

## De weg naar Camelot
Lerner werd in 1918 geboren in New York. Hij studeerde aan Harvard en later aan Juilliard. Tijdens zijn studie participeerde hij in verschillende studentenmusicals waarvoor hij teksten schreef. Tijdens een bokspartij op Harvard in 1937 verloor hij een oog en werd om die reden afgekeurd voor militaire dienst in de Tweede Wereldoorlog, waarna hij scripts ging schrijven voor de radio. In 1942 ontmoette hij de Oostenrijkse componist Frederick Loewe met wie hij ging samenwerken. Samen schreven ze  Life of the Party voor een bedrijf uit Detroit. Na het succes van dit stuk gingen ze in 1943 naar Broadway met hun stuk What's Up?, in 1945 gevolgd door The Day Before Spring. Beide producties waren succesvol en vestigden de naam van het duo Lerner en Loewe. Hun eerste hit was de musical Brigadoon uit 1947, gevolgd door Paint Your Wagon uit 1951, dat minder succesvol was. Lerner werkte ook met andere partners, zoals met Kurt Weill (Love Life uit 1948) en Burton Lane (Royal Wedding uit 1951). Grote triomfen behaalde hij met zijn scenario voor de film An American in Paris met Gene Kelly.
Met Loewe schreef Lerner aan het grootste musicalsucces van het duo, My Fair Lady dat in 1956 op de planken kwam met Rex Harrison en Julie Andrews en in 1964 al even succesvol werd verfilmd. Ook de filmmusical Gigi van Lerner en Loewe die na My Fair Lady uitkwam, werd een groot succes. Het einde van de samenwerking met Loewe werd versneld door hun musicalproject Camelot uit 1960. De productie was zwaar, zeker toen regisseur Moss Hart plotseling overleed en Lerner, tegen de wil van Loewe, de regie wilde overnemen. Lerner kreeg last van maagzweren en Loewe hartklachten. Ondanks alle problemen werd Camelot een hit.

## Verder zonder Loewe
Na Camelot gingen Loewe en Lerner uit elkaar. Een echte reden werd niet gegeven, behalve dan dat Loewe het wat rustiger aan wilde doen. Hij was veertien jaar ouder dan Lerner en toe aan pensioen. Er gingen echter ook geruchten over hevige ruzies ten tijde van Camelot. Na zijn tijd met Loewe werkte Lerner aan verschillende musicals met verschillende componisten, maar slaagde er niet in het niveau te halen van zijn samenwerking met zijn oude partner. In 1965 had hij nog succes met On a Clear Day You Can See Forever op muziek gezet door Burton Lane en verfilmd in 1970 met Barbra Streisand, maar eind jaren zestig brak een moeilijke tijd aan. In 1969 nam Lerner de rol van producent op zich voor de verfilming van Paint Your Wagon, een musical die Lerner met Loewe schreef in 1951. De filmopnamen onder regie van Joshua Logan en met Clint Eastwood en Lee Marvin in de hoofdrol liepen uit op een chaos en het budget van 10 miljoen dollar werd verdubbeld. Een wanhopige Lerner ontsloeg Logan en monteerde de film uiteindelijk zelf. In totaal bracht de film in het eerste jaar 14,5 miljoen dollar op, een megaflop, gezien het budget van 20 miljoen. Met de musicals ging het al niet veel beter. Coco ook in 1969 met muziek van André Previn flopte, evenals Lolita, My Love (1971) dat hij schreef met componist John Barry. Een lichtpuntje was de opname van Lerner in de Songwriters Hall of Fame in 1971.

## De hereniging van een duo
Iets van de oude glans keerde terug toen Lerner in 1973 weer ging samenwerken met Frederick Loewe. De film Gigi werd door hen omgewerkt tot een succesvolle Broadwaymusical. Het jaar daarop maakten ze een filmversie van The Little Prince, het succesvolle boek van Antoine de Saint-Exupéry. Het werd echter de volgende flop voor Lerner, al kreeg de film later een cultstatus. Loewe trok zich weer terug en Lerner ging weer samenwerken met andere componisten. 1600 Pennsylvania Avenue (1976) met Leonard Bernstein werd echter geen succes en dat was ook het geval met Carmelina met Burton Lane uit 1979. Een drama was Dance a Little Closer uit (1983) dat Lerner schreef met Charles Strouse. De musical kreeg de bijnaam 'close a little faster' (sluit een beetje sneller) omdat het maar drie avonden werd opgevoerd. 

## De laatste jaren
Lerner miste de samenwerking en sterke composities van Loewe en in 1978 schreef hij zijn herinneringen aan Brigadoon, My Fair Lady en Camelot vast in het boek The Street Where I Live. Het floppen van Dance a Little Closer brak hem op en afgezien van de titelsong voor de film Secret Place schreef hij niet meer voor film en theater. Wel bracht hij zijn herinneringen aan zijn musicals en het theater samen in het boek The Musical Theatre, A Celebration. Maar Lerner was niet vergeten door zijn vakgenoten. Andrew Lloyd Webber vroeg hem in 1986 het libretto van The Phantom of the Opera te schrijven, en Benny Green vroeg om een libretto voor My Man Godfrey een musical gebaseerd op de gelijknamige film. Lerner begon aan zijn taak, maar begon te lijden aan geheugenverlies. Het bemoeilijkte het schrijven en al snel moest hij zijn opdrachtgevers laten weten dat hij zijn projecten niet kon afmaken. Het geheugenverlies bleek later een gevolg te zijn van hersentumor, een uitzaaiing van de longkanker waaraan Lerner leed. Op 14 juni 1986 overleed Lerner aan de gevolgen van longkanker.

## Een verslaving en acht huwelijken
Lerner was bijna twintig jaar verslaafd aan amfetamine, vrijwel zeker veroorzaakt door de injecties van de beruchte Max Jacobson, bijgenaamd dr. Feelgood. Jacobson spoot Lerner in met vitamine-injecties, die echter waren bijgevuld met amfetamines. Als gevolg van zijn verslaving had Lerner een slechte gezondheid, maar dat verhinderde hem niet om acht keer in het huwelijk te treden tussen 1940 en 1981. De scheidingen en bijkomende alimentaties brachten hem aan de rand van bankroet, hoewel zijn financiële problemen ook voortkwamen uit zijn onvermogen om met geld om te gaan. Bij zijn dood in 1986 had hij een schuld van 1 miljoen dollar aan achterstallige belastingen. 

## Stijl
Lerner was als tekstschrijver niet makkelijk voor zichzelf. Hoewel hij in staat was om snel een liedje te schrijven ("I Could Have Danced All Night" uit My Fair Lady bijvoorbeeld schreef hij in vierentwintig uur), werkte hij als een ware liedjessmid soms maanden aan een liedje. Steeds weer herschreef hij de tekst uit angst dat het niet goed genoeg was. Hij vond het heerlijk om liedjes te schrijven met de uitvoerende partij in gedachten. De beperkte vocale talenten van Rex Harrison bijvoorbeeld stimuleerde hem tot typische 'Harrisonliedjes' als "I've Grown Accustomed To Her Face" voor My Fair Lady. In zijn samenwerking met Loewe besprak Lerner eerst waar de liedjes in de musical geplaatst werden, vervolgens waar ze over gingen, gevolgd door de stemming van het nummer. Vervolgens gaf Lerner de titel van het liedje door aan Loewe, die de muziek schreef. Op basis van de melodie schreef Lerner zijn teksten. Er is weleens kritiek geweest op de grammatica van Lerner. Waar nodig paste hij de Engelse taal aan, om de teksten beter te laten rijmen. Een voorbeeld is de volgende tekst uit My Fair Lady:
"By right she should be taken out and hung / For the cold-blooded murder of the English tongue."
(eigenlijk zou ze opgepakt en gehangen moeten worden/voor de koelbloedige moord op de Engelse taal)
Lerner gebruikt 'hung' als verleden tijd voor 'opgehangen', maar in het Engels is het grammaticaal correct om 'hanged' te gebruiken. Lerner was zich bewust van dit foutieve woordgebruik, maar 'hung' rijmde in zijn optiek nu eenmaal beter op 'tongue'.

## Prijzen en nominaties
Academy Award
- Beste Oorspronkelijke Scenario, 1951, An American in Paris
- Beste Scenario gebaseerd op een roman, 1958, Gigi
- Best Oorspronkelijke liedje, 1958, Gigi

Golden Globe
- Best Oorspronkelijke liedje, 1968, Camelot
- Beste Oorspronkelijke filmmusical, 1975, The Little Prince

Tony Award
- Best Libretto voor een musical, 1957 My Fair Lady
- Beste Oorspronkelijke musical, 1957 My Fair Lady
- Beste Oorspronkelijke musical, 1974 Gigi

New York Drama Critics
- Best Musical, 1947 Brigadoon
- Best Musical, 1957 My Fair Lady

## Toneelwerk
- Life of the Party (1942), met Frederick Loewe
- What's Up? (1943), met Frederick Loewe
- The Day Before Spring (1945), met Frederick Loewe
- Brigadoon (1947), met Frederick Loewe
- Love Life (1948), met Kurt Weill
- Paint Your Wagon (1951), met Frederick Loewe
- My Fair Lady (1956), met Frederick Loewe
- Camelot (1960), met Frederick Loewe
- On a Clear Day You Can See Forever (1965), met Burton Lane
- Coco (1969), met André Previn
- Lolita, My Love (1971), met John Barry
- Gigi (1973), gebaseerd op de film uit 1958 met Frederick Loewe
- 1600 Pennsylvania Avenue (1976), met Leonard Bernstein
- Carmelina (1979), met Burton Lane en Joseph Stein
- Dance a Little Closer (1983), met Charles Strouse

## Filmografie
- Royal Wedding, 1951 (scenario)
- An American in Paris, 1951 (scenario)
- Brigadoon, 1954 (scenario/ liedteksten)
- Gigi, 1958 (scenario/ liedteksten)
- The Adventures of Huckleberry Finn, 1960 (scenario)
- My Fair Lady, 1964 (scenario/ liedteksten)
- Camelot, 1967 (scenario/ liedteksten)
- Paint Your Wagon, 1969 (scenario/ liedteksten/producent)
- On a Clear Day You Can See Forever, 1970 (scenario/ liedteksten)
- The Little Prince, 1973 (scenario/ liedteksten)
- Secret Places, 1984 (liedtekst voor het titelliedje)

## Boeken
- Alan Jay Lerner, "The Street Where I Live", 1978.
- Alan Jay Lerner, "The Musical Theatre: A Celebration", 1986